# Magla
Magla är en bebyggelse invid och strax söder om länsväg 230 i Gillberga socken i Eskilstuna kommun. Från 2015 till 2023 avgränsade SCB här en småort.
Magla bebyggdes under järnåldern och namnet härrör från förhistorisk tid. Byn omtalas i skriftliga handlingar första gången 1355. Som mest omfattade Magla ett tiotal gårdar, av dess afinns ännu fem kvar på den gamla bytomten. Östergården flyttades i samband med laga skifte till en plats 500 meter öster den gamla bytomten. Flera av husen i Magla härstammar från 1700-tal och tidigt 1800-tal, bland annat ett par parstugor och en tvåvånings enkelstuga.